# Hermann Vahldiek
Hermann Vahldiek (* 3. September 1887 in  Thiede, Landkreis Wolfenbüttel; † 21. Juli 1969 in Braunschweig) war ein deutscher Politiker (NSDAP/SRP) und Mitglied des Niedersächsischen Landtages.

## Leben
Hermann Vahldiek leistete in den Jahren 1906 bis 1908 Militärdienst in Braunschweig beim Infanterie-Regiment Nr. 92. Er absolvierte eine Ausbildung als Bäcker und schloss 1912 mit der Meisterprüfung ab, danach übernahm er eine Braunschweiger Bäckerei. Er war im Ersten Weltkrieg im Jahr 1914 Kriegsteilnehmer. Nach Kriegsende wurde er im Jahr 1920 Vorstandsmitglied der Braunschweiger Bäckerinnung, fünf Jahre später stellvertretender Obermeister. Im Jahr 1927 wurde er in Braunschweig Stadtverordneter, ein Jahr später übernahm er den Vorsitz in der Handwerker-Bünde-Bewegung (Land Braunschweig). Sein Übertritt zur NSDAP zum 1. Oktober 1932 verhalf den Nationalsozialisten im Braunschweiger Landtag zur Stimmenmehrheit. In den Jahren 1932 bis 1934 war er Obermeister der Braunschweiger Bäckerinnung, zudem wurde er 1933 Kreishandwerksmeister und Präsident in der Braunschweiger Handwerkskammer, sowie Stadtrat und Dezernent des Braunschweiger Schlachtviehhofes. Ein Jahr später (1934) übernahm er den Vorsitz im Landesverband der Haus- und Grundbesitzervereine. Durch Luftangriffe wurde er im Jahr 1944 vollständig ausgebombt. Er wurde im April 1945 verhaftet und in Braunschweig interniert. Über seinen Besitz wurde eine Vermögenssperre verhängt.
Danach war er als Hilfsarbeiter und Schleifer tätig.
Vahldiek war 1930 Mitglied des Braunschweigischen Landtages. Zudem war er vom 6. Mai 1951 bis 23. Oktober 1952 Mitglied des Niedersächsischen Landtages (2. Wahlperiode). 
Im Zeitraum vom 15. Juli 1952 bis 23. Oktober 1952 trat er als Mitglied der Fraktion der Abgg. Dr. Schrieber und Gen. und ab 18. August 1952 als deren Vorsitzender auf. Nach dem Verbot der SRP durch ein Urteil des Bundesverfassungsgerichts vom 23. Oktober 1952 erlosch sein Mandat wie das aller anderen SRP-Fraktionsmitglieder (BVerfGE 2, 1).